# Hidryta atlantica
Hidryta atlantica là một loài tò vò trong họ Ichneumonidae.